# Death Before Dishonor VIII
Death Before Dishonor VIII est un pay-per-view (PPV) de catch produit par la Ring of Honor (ROH), qui est disponible uniquement en ligne. Cet évènement se déroula le 19 juin 2010 au Ted Reeve Arena à Toronto en Ontario au Canada. C'était le 8e Death Before Dishonor de l'histoire de la ROH.

## Contexte
Les spectacles de la Ring of Honor en paiement à la séance sont constitués de matchs aux résultats prédéterminés par les scénaristes de la ROH. Ces rencontres sont justifiées par des storylines - une rivalité avec un catcheur, la plupart du temps - ou par des qualifications survenues au cours de shows précédant l'évènement. Tous les catcheurs possèdent un gimmick, c'est-à-dire qu'ils incarnent un personnage face (gentil) ou heel (méchant), qui évolue au fil des rencontres. Un pay-per-view comme Death Before Dishonor est donc un événement tournant pour les différentes storylines en cours.

## Matchs
| #                                                                | Matchs, | Stipulation                                                                    | Durée |
| ---------------------------------------------------------------- | --- | ------------------------------------------------------------------------------ | ----- |
| Dark                                                             | Bravado Brothers (Harlem Bravado & Lance Bravado) battent Sebastian Suave & Mike Sydal                                               | Tag Team match                                                                 |       |
| Dark                                                             | Bobby Dempsey & Grizzly Redwood battent Ernesto Osiris & Rip Impact                                                                  | Tag Team match                                                                 |       |
| 1                                                                | Kevin Steen bat El Generico | Match simple                                                                   |       |
| 2                                                                | The All-Night Express (Kenny King & Rhett Titus) battent Cheech & Cloudy                                                             | Tag Team match                                                                 |       |
| 3                                                                | Delirious bat Austin Aries par DQ | Match simple                                                                   |       |
| 4                                                                | Roderick Strong bat Steve Corino, Eddie Edwards, Colt Cabana, Shawn Daivari & Tyson Dux                                              | Toronto Gauntlet match pour être challenger n°1 pour le ROH World Championship |       |
| 5                                                                | Christopher Daniels (2) bat Kenny Omega                                                                                              | Match simple pour le Pick 6 Series                                             | 16:49 |
| 6                                                                | Kings of Wrestling (Chris Hero & Claudio Castagnoli) (c) (avec Shane Hagadorn) battent Briscoe Brothers (Jay Briscoe & Mark Briscoe) | No Disqualification match pour les ROH World Tag Team Championship             | 19:00 |
| 7                                                                | Tyler Black (c) bat Davey Richards                                                                                                   | Match simple pour le ROH World Championship                                    | 34:56 |
| (c) désigne le(s) champion(s) défendant son titre dans le match. | |                                                                                |       |

### Toronto Gauntlet match
| # | Vainqueur       | Éliminé       |
| - | --------------- | ------------- |
| 1 | Tyson Dux       | Eddie Edwards |
| 2 | Shawn Daivari   | Tyson Dux     |
| 3 | Colt Cabana     | Shawn Daivari |
| 4 | Colt Cabana     | Steve Corino  |
| 5 | Roderick Strong | Colt Cabana   |